# Бозон, Жильбер
Жильбер Фернан Шарль Бозон (фр. Gilbert Fernand Charles Bozon; 19 марта 1935, Труа — 21 июля 2007, Тур) — французский пловец, специалист по плаванию на спине. Выступал за сборную Франции в 1950-х годах, серебряный призёр летних Олимпийских игр в Хельсинки, чемпион Европы, четырёхкратный чемпион Средиземноморских игр, рекордсмен мира.

## Биография
Жильбер Бозон родился 19 марта 1935 года в коммуне Труа департамента Об, Франция.
Занимался плаванием в местном одноимённом клубе «Труа», также проходил подготовку в коммуне Шалон-ан-Шампань.
Первого серьёзного успеха на взрослом международном уровне добился в сезоне 1951 года, когда вошёл в основной состав французской национальной сборной и побывал на Средиземноморских играх в Александрии, откуда привёз две награды золотого достоинства, выигранные в плавании на 100 метров на спине и в эстафете 3 × 100 метров комплексным плаванием.
Благодаря череде удачных выступлений удостоился права защищать часть страны на летних Олимпийских играх 1952 года в Хельсинки. В программе плавания на 100 метров на спине он преодолел предварительный этап и полуфинальную стадию, тогда как в решающем финальном заплыве финишировал вторым, уступив около секунды американцу Йоши Оякаве — тем самым завоевал серебряную олимпийскую медаль.
После хельсинкской Олимпиады Бозон остался в составе плавательной команды Франции и продолжил принимать участие в крупнейших международных соревнованиях. Так, в июне 1953 года на соревнованиях в Алжире он установил мировой рекорд в плавании на 200 метров на спине, преодолев дистанцию за 2:18,5. Рекорд впоследствии продержался около четырёх с половиной лет.
В 1954 году выступил на чемпионате Европы по водным видам спорта в Турине, где одержал победу в плавании на 100 метров на спине и стал серебряным призёром в эстафете 4 × 200 метров вольным стилем.
На Средиземноморских играх 1955 года в Барселоне был лучшим в плавании на 100 метров на спине и в эстафете 4 × 100 метров комплексным плаванием.
Находясь в числе лидеров французской национальной сборной, благополучно прошёл отбор на Олимпийские игры 1956 года в Мельбурне. На сей раз попасть в число призёров не смог, в плавании на 100 метров на спине остановился на стадии полуфиналов.
Завершив спортивную карьеру, Жильбер Бозон занимался административной деятельностью, находился на должности президента детского плавательного клуба «Нептун» в городе Тур департамента Эндр и Луара.
Был женат на известной французской пловчихе Сильви Ле Ноах, их дочь Алисия Бозон тоже добилась определённых успехов в плавании, участвовала в Олимпийских играх 2000 года в Сиднее.
Умер 21 июля 2007 года в Туре в возрасте 72 лет.